# Angelica alla corte del re
Angelica alla corte del re (Merveilleuse Angélique) è un film del 1965 diretto da Bernard Borderie e tratto dal romanzo Angelica sulla via di Versailles di Anne e Serge Golon.
È il secondo film della saga di Angelica.
Il film è l'unico della serie in cui non è presente il personaggio di Joffrey de Peyrac interpretato da Robert Hossein.

## Trama
Il film inizia con la rocambolesca fuga del monaco Becher inseguito dagli uomini della Corte dei Miracoli. Catturato, il monaco viene condotto al Cimitero dei Santi Innocenti, sede della Corte, dove Calembredaine gli comunica che per aver fatto bruciare al rogo il conte di Peyrac e per aver fatto perseguitare Angelica dalle guardie sarà anch'esso bruciato vivo. Terrorizzato, Becher ha un malore improvviso e muore. Mentre i membri della Corte dei Miracoli festeggiano la morte del monaco alla Torre di Nesle, la Polak, ex compagna di Calembredaine, gelosa di Angelica cerca di convincere i suoi compari a smettere di aiutare la donna nei suoi piani di vendetta spaventandoli con la minaccia che se dovessero essere catturati finirebbero tutti impiccati. Calembredaine zittisce la donna facendole capire che deve obbedire agli ordini di Angelica, poi sale nel suo appartamento sulla sommità della torre dove fa l'amore con Angelica.
La mattina seguente Angelica, Calembredaine e i suoi uomini si recano sul Ponte Nuovo dove il giovane Flipot dove sostenere l'esame per poter essere ammesso alla Corte dei Miracoli: dovrà infatti derubare qualcuno senza essere beccato. Il giovane riesce nell'intento e anche gli altri approfittano della confusione per fare qualche furto. Vedendo la carrozza della Brinvilliers, Angelica, decisa a vendicarsi per la testimonianza della donna al processo del marito, chiede a Nicola che la derubino dei suoi gioielli. Sebbene inizialmente contrario alla fine l'uomo accetta. Mentre passa da un vicolo, la carrozza della marchesa viene assalita e Angelica le strappa di dosso la collana che la donna indossa. Gli uomini di Calembredaine sono poi costretti alla fuga per l'arrivo di un poliziotto con un cane. Il cane, aizzato dal suo padrone, insegue ed assale Barcarolle. Angelica, che ha riconosciuto il cane, trattiene l'animale per permettere al nano di fuggire prima di andarsene via anche lei. Quando giunge il proprietario del cane si scopre essere Desgrez. 
Angelica si reca poi da un pollivendolo per dargli dei soldi che l'uomo dovrebbe a sua volta dare a Barbara, la domestica di sua sorella alla quale Angelica ha lasciato i figli. L'uomo informa Angelica che la famiglia Fallot non vive più lì da quando il procuratore è stato cacciato dal suo ufficio per non aver votato a favore della condanna del conte di Peyrac. L'uomo avvisa la donna che solamente Barbare è rimasta in città e che lavora in una locanda chiamata "Au Coq Hardi". Rattristata, la donna torna alla Torre di Nesle, dove Nicola le promette che riuscirà a ritrovare i suoi figli. Alla Torre giunge poi Rodogone l'Egiziano, rivale di  Calembredaine, che rivela all'uomo che Angelica ha salvato la vita a Barcarolle. L'uomo dice anche a Calembredaine che il loro capo, il Grande Coesre, vuole che Angelica vada a trovarlo. Calembredaine, furioso, sfida Rodogone a duello e ha la meglio su di lui. E solo grazie all'intervento di Angelica che Calembredaine non uccide l'Egiziano. Angelica poi spiega ai membri della Corte dei Miracoli di non essere una spia della polizia come sospettato da Rodogone l'Egiziano, ma di conoscere il cane e il suo proprietario perché si tratta dell'avvocato che ha difeso suo marito al processo per stregoneria.
Successivamente Barcarolle conduce Angelica alla locanda "Au Coq Hardi", dove la donna ritrova Barbara che la informa che i suoi figli si trovano presso una nutrice. Angelica corre subito a riprendersi i suoi figli e li porta con sé alla Torre di Nesle.
Rodogone l'Egiziano si reca dal Grande Coesre per avvisarlo del comportamento di Calembredaine. L'uomo nomina l'Egiziano suo luogotenente e gli ordina di approfittare della Grande Fiera del Ponte Nuovo che avrà luogo due giorni dopo per attaccare la banda di Calembredaine. Quella notte Rodogone si allea con Desgrez per far arrestare gli uomini di Calembredaine. Due giorni dopo, alla Fiera, avviene lo scontro tra la banda di Rodogone e quella di  Calembredaine. Improvvisamente giunge sul luogo la polizia. Angelica spara a Rodogone prima che egli possa mettersi in salvo e poi fugge insieme a Calembredaine e agli altri. Nella fuga, però, Calembredaine viene ucciso dai poliziotti.
Trovata vicino alla Torre di Nesle, Angelica viene arrestata. Prima che venga frustata viene però salvata dal Capitano, disposto a condonarle venti frustate in cambio di una notte d'amore. Angelica le fa credere che i banditi della Corte dei Miracoli hanno rapito i suoi due figli e che lei li stava cercando alla Torre quando è stata presa nella retata della polizia. Il Capitano le permette di andare a cercare i figli a patto che dopo la donna torni da lui. Angelica accetta. Angelica si reca quindi al Cimitero dei Santi Innocenti, dove gli uomini della Corte dei Miracoli piangono la morte di Rodogone l'Egiziano. Mentre cerca i figli, la donna viene scoperta dal Grande Coesre ed è costretta ad ucciderlo lanciandogli in testa un piede di porco. Rinchiusi in una cella Angelica trova Flipot insieme a Florimond e ad un altro ragazzo di nome Linot. Flipot informa Angelica che Cantor è stato venduto ad una tribù di zingari. Dopo aver condotto il figlio, i due ragazzi ed una ragazza che era la schiava del  Grande Coesre alla locanda dove lavora Barbara, Angelica torna dal Capitano e gli chiede aiuto per recuperare Cantor. Una volta salvato anche il secondo figlio Angelica torna dal Capitano. L'uomo tenta di baciarla, ma lei lo respinge facendolo cadere a terra e facendogli battere la testa contro il letto. Inizialmente la donna è spaventata perché teme di averlo ucciso, ma si rende presto conto che è solamente addormentato.
Il mattino seguente, mentre passeggia per il Ponte Nuovo, Angelica viene avvicinata da una fioraia che era stata anch’essa arrestata per sbaglio dai soldati e che aveva cercato di salvarla. La donna, felice di apprendere che Angelica ha ritrovato i figli, le regala un mazzo di fiori. Angelica fa inavvertitamente cadere i fiori su una barca piena di fieno, poi esausta si addormenta. Angelica si sveglia di soprassalto quando sente qualcuno sfiorarle il petto. L'uomo in questione è Claude le Petit, meglio noto come il Poetastro. L'uomo informa la donna che a causa delle sue satire è ricercato dalla polizia che lo vuole impiccare.
Alla locanda "Au Coq Hardi", il proprietario, padron Bourgeaud, si lamenta per la presenza di Angelica e degli altri ragazzi. Ma l'uomo dovrà ricredersi perché grazie all'ingegno di Angelica la locanda diventa ben presto una locanda alla moda frequentata non solo dai membri delle varie corporazioni ma anche da gente ricca. Angelica fa anche cambiare nome alla locanda in "La Maschera Rossa".
Nel 1661 la regina da alla luce il Delfino e Angelica, come membro della corporazione dei rosticceri, si reca a Corte per rendergli omaggio. A palazzo la donna incontra Barcarolle che la informa di essere divenuto il buffone della regina e che presto sposerà la nana della sovrana. Quando la nana offre ad Angelica una tazza di cioccolata, ad Angelica viene l'idea di lanciare sul mercato la cioccolata, la bevanda preferita della regina. 
Una notte Angelica da asilo a Claude, braccato da Sorbonne. Poco dopo giunge a casa della donna anche Desgrez il quale la informa che il Poetastro è ricercato. Appena il poliziotto è andato via Angelica e Claude fanno l'amore.
Una sera alla locanda de "La Maschera Rossa", un gruppo di nobili si mette a fare baldoria e a devastare il locale. Il piccolo Linot, attirato dal rumore, scende al piano di sotto e viene catturato da loro decisi a divertirsi un po' con lui. Quando Monsieur sembra intenzionato a marchiare a fuoco il ragazzo, un altro dei nobili – che si rivela essere Filippo di Plessis-Bellière – cerca di fermarlo. Inizia un duello tra Filippo e il cavaliere di Lorraine, durante il quale Monsieur, nel tentativo di fermare Filippo, uccide Linot. Angelica, avvisata da Flipot, giunge in quel momento. Monsieur tenta di uccidere anche lei, ma è fermato dall’intervento del cane Sorbonne entrato di corsa nel locale. Angelica dopo aver smascherato i nobili e aver minacciato loro l’intenzione di vendicarsi li lascia andare via; poi, mentre la locanda va a fuoco trascina fuori il corpo di Linot con l’aiuto di Flipot. Il Poetastro, d’accordo con Angelica, inizia a denunciare, tramite alcuni libelli, i nobili che erano presenti all'omicidio del piccolo Linot. Claude vorrebbe rendere noto anche il nome di Plessis-Bellière, ma Angelica riesce a convincerlo a non farlo visto che suo cugino ha cercato di impedire il crimine. Desgrez, per evitare che venga reso noto il libello con il nome di Monsieur, propone ad Angelica, in cambio della sua distruzione, una licenza di esclusiva della cioccolata oltre a cinquemila luigi come indennizzo per la perdita della taverna. Angelica accetta a patto però che il Poetastro non venga più perseguitato. La donna poi manda Flipot alla Corte dei Miracoli per ordinare la distruzione dell'ultimo libello. Più tardi il ragazzo torna da lei per informarla che il libello è stato distrutto e che il Poetastro è stato arrestato ed impiccato in piazza di Grève. Angelica, furiosa e distrutta dal dolore, si reca da Desgrez e lo accusa di essere responsabile dell'arresto del Poetastro. L'uomo le spiega di non avere nulla a che fare con l'arresto del poeta, il quale si è fatto arrestare senza resistere per proteggere Angelica. La donna poi gli consegna una lettera per suo cugino nella quale gli affida i figli. Desgrez, intuita l'intenzione di Angelica di suicidarsi, cerca di farla rinsavire dimostrandosi violento con lei. Quand'ella riacquista la ragione, realizza che Desgrez è il suo unico vero amico.
Passa del tempo ed Angelica si è ormai creata una fortuna con il commercio della cioccolata. Ad una festa da Ninon, Angelica ha modo di ritrovare suo cugino ed inizia una relazione con lui. 
Appreso che Filippo intende vendere il castello di Plessis-Bellière a causa dei suoi numerosi debiti, la donna corre ad acquistarlo ma prega il notaio Molines di non dire a Filippo che è lei l'acquirente. Angelica intende infatti regalare il castello al cugino come dono di nozze. Quando Filippo scopre la cosa va su tutte le furie, corre da Angelica e le grida in faccia che non ha nessuna intenzione di sposarla e fare di lei la marchesa di Plessis-Bellière.
Nel frattempo il re ordina l'arresto di Fouquet. Desgrez si reca quindi da Angelica per avvertirla che i vecchi congiurati della Fronda si sono riuniti e sono preoccupati del fatto che Fouquet per salvarsi potrebbe rivelare tutto circa la questione del cofanetto col veleno. Condé e gli altri congiurati, scoperto che è Angelica in possesso del cofanetto, vorrebbero eliminarla per evitare che parli ma Filippo di Plessis-Bellière si offre di mettere a tacere la cosa distruggendo il cofanetto. Angelica si reca nel castello di Plessis-Bellière insieme a Flipot e recupera il cofanetto dal luogo dove lo aveva nascosto anni prima. Giunge sul luogo anche Filippo che con violenza le ordina di consegnargli il cofanetto. Angelica lo ricatta dicendogli che glielo darà solamente una volta che saranno sposati. Filippo accetta quindi di sposarla. Tuttavia prima delle nozze Angelica, disgustata dal cugino, gli consegna il cofanetto affermando di non volerlo più sposare. Nel cuore della notte, mentre Filippo getta il cofanetto nello stagno del castello, Angelica fa ritorno a Parigi.
Alcuni giorni dopo Angelica viene invitata a Versailles dal re. Temendo una trappola la donna decide di non andare, ma viene convinta da Desgrez che non deve aver nulla da temere. Giunta alla reggia, Angelica viene subito avvicinata da Filippo. Quando il re, intento con la Corte in una passeggiata per i giardini, giunge presso di loro, Filippo gli chiede il formale permesso di sposare Angelica. Il re sembra riconoscere la donna e da' il suo permesso alle nozze complimentandosi con Angelica per essere riuscita a conquistare il cuore di uno dei suoi marescialli. Appena il re si allontana Angelica sembra intenzionata ad andarsene, ma alla fine si getta tra le braccia di Filippo.

## Produzione
Il film venne realizzato in co-produzione tra Francia, Italia e Germania Ovest.

### Luoghi delle riprese
Venne girato presso i stabilimenti di Billancourt di Parigi e negli stabilimenti Cinecittà a Roma. Le scene del castello di Monteloup è stato girate nel Castello di Marigny-le-Cahouët, a Marigny-le-Cahouët, in Borgogna.
Alcune scene vennero girate nei giardini della Reggia di Versailles.

## Distribuzione
I distributori italiani per errore invertirono il titolo di questo film con quello del successivo. Così questo film, il cui titolo originale è Merveilleuse Angélique, venne intitolato Angelica alla corte del re mentre il film seguente intitolato in patria Angélique et le roy venne intitolato in Italia La meravigliosa Angelica.

### Date di uscita
- Turchia: Anjelik saray yosmasi, aprile 1965
- Francia: Merveilleuse Angélique, 7 luglio 1965
- Germania Ovest: Angélique, 2. Teil, 30 luglio 1965
- Danimarca: Angéliques hævn, 9 agosto 1965
- Finlandia: Angelika - enkelten markiisitar, 17 settembre 1965
- Italia: Angelica alla corte del re, 29 dicembre 1965
- Portogallo: Angelique à Conquista da Corte, 30 settembre 1966
- Regno Unito: Angelique: The Road to Versailles, 1968
- Messico: Maravillosa Angélica, maggio 1968
- Unione Sovietica: Анжелика в гневе, ottobre 1985
- Brasile: Maravilhosa Angélica
- Repubblica Ceca: Bajecná Angelika
- Polonia: Piekna Angelika
- Grecia: Angeliki, i adamasti
- Svizzera Den fantastiske Angelique

## Riconoscimenti
- 1967 - Goldene Leinwand
  - Goldene Leinwand